# Rozalinowo (kolonia)
Rozalinowo (biał. Разалінова; ros. Розалиново) – dawna kolonia. Tereny, na których była położona, leżą obecnie na Białorusi, w obwodzie witebskim, w rejonie brasławskim, w sielsowiecie Opsa.

## Historia
W czasach zaborów ówczesny folwark leżał w granicach Imperium Rosyjskiego.
W latach 1921–1945 folwark a następnie kolonia leżała w Polsce, w województwie nowogródzkim (od 1926 w województwie wileńskim), w powiecie brasławskim, w gminie Opsa.
Według Powszechnego Spisu Ludności z 1921 roku zamieszkiwało tu 16 osób, 14 były wyznania rzymskokatolickiego a 2 prawosławnego. Jednocześnie 15 mieszkańców zadeklarowało polską przynależność narodową a 1 inną. Były tu 3 budynki mieszkalne. W 1931 w 4 domach zamieszkiwało 21 osób.
Wierni należeli do parafii rzymskokatolickiej w Pelikanach. Miejscowość podlegała pod Sąd Grodzki w Opsie i Okręgowy w Wilnie; właściwy urząd pocztowy mieścił się w Opsie.